# Raku
Raku er en måde at brænde keramik på. Raku betyder "rendyrket nydelse" eller "glædelige omstændigheder".
Ifølge japansk historie opstod rakuteknikken efter en naturkatastrofe i det 15. århundrede. Genopbygningen skulle gå hurtigt, og pottermagere i Korea fik til opgave at lave store mængder tagtegl. Fordi de skulle skynde sig, begyndte de med tang at tage de varme tegl ud af ovnen. Det gik godt, for de opdagede, at teglene hverken fik revner eller gik i stykker.
Grundet det høje sandindhold i leret kunne de tåle det hurtige skift fra den varme ovn til den kolde luft. 
Betegnelsen "raku" opstod først, da teknikken bredte sig til Japan til de zenbuddhistiske teceremonier "Cha-No-Yu" (="varmt vand til te"). Det var en "temester" "Se no Rikyu" (1522-1591) der bad keramikeren "Chojiro Raku" om at lave teskåle i "Momoyama" (1573-1615).
Chojiros far siges at have bragt noget af teknikken med sig fra Kina, mens "leropskriften" og processen kom fra Korea. Ideen var at lave fremstillingen af teskåle til en spirituel handling, som selve teceremonien. Se no Rikyu kaldte teceremoniprocessen for "wabi", som betyder "simpel" og "kærlighed". Med kombinationen af den koreanske teknik og det japanske ler kunne produktionen af teskålene blive en wabiproces. Glasuren var ofte meget simpel, og  foden uglaseret, for det var der, sjælen skulle åbne sig. En enkel hverdagsskål til det jævne menneske. Raku skålen var nu som teceremonien. Det gjorde rakuens til den "rigtige" teskål. 
I det 16. århundrede overtog Chojiros søn, Jokei, produktionen og udbredelsen af raku-teskålene. 
I dag er rakuprocessen stadig meget simpel, og det er spændende at se, hvad der kommer ud af processen. En så simpel måde at brænde på kan give mange oplevelser. 
Det var først i 1900-tallet, at keramikerne begyndte at lave post reduktion af deres værker. Det var amerikanerne med Paul Soldner i spidsen, der fik ideen i 1950'erne. Amerikanerne udvidede processen med at lægge de meget varme varer ned i en lukket beholder med brændbart materiale for at udvide farvespekteret for glasurerne.
Det var keramikeren Finn Lynggaard, der i slutningen af 1960'erne bragte rakuteknikken til Danmark. 